# Lee Young-jun
Lee Young-jun, né le 23 mai 2003 à Suwon en Corée du Sud, est un footballeur sud-coréen évoluant au poste d'avant-centre au Grasshopper.

## Biographie

### En club
Né à Suwon en Corée du Sud, Lee Young-jun commence sa carrière au Suwon FC. Il fait ses débuts en professionnel avec ce club, le 17 mars 2021 lors d'une rencontre de K League 1, la première division sud-coréenne, face au Incheon United FC. Il est titularisé lors de cette rencontre perdue par son équipe (4-1 score final).
Il inscrit son premier but en professionnel le 2 septembre 2022, lors d'une rencontre de championnat face au Jeju United. Titulaire, il ouvre le score, et les deux équipes se neutralisent (2-2 score final).
Le 29 juillet 2024, alors qu'il est courtisé également par l'Atlético de Madrid ou encore le FC Schalke 04, Lee Young-jun rejoint la Suisse afin de s'engager en faveur du Grasshopper Club Zurich. Il signe un contrat courant jusqu'en juin 2028,.
Il joue son premier match pour le club le 24 août 2024, lors d'une rencontre de championnat face au FC Sion. Titulaire ce jour-là, il marque également son premier but pour le club, et participe à la victoire de son équipe (3-1 score final),,.

### En sélection
Lee Young-jun représente l'équipe de Corée du Sud des moins de 19 ans. Avec cette sélection il joue sept matchs en 2022 et marque deux buts.